# Голямо морско свинче
Голямо морско свинче (Cavia magna) е от семейство Свинчета (Caviidae). Това е най-големият представител на домашните морски свинчета.
Тези големи роднини на морските свинчета се срещат предимно в Уругвай и Бразилия. Живее из шумата на дърветата, тревата и мочурищата.